# Кристенсен, Карл
Карл Фредерик Альберт Кристенсен (дат. Carl Frederik Albert Christensen или дат. Carl Christensen, 16 января 1872 — 24 ноября 1942) — датский ботаник.

## Биография
Карл Фредерик Альберт Кристенсен родился 16 января 1872 года.  
Кристенсен получил диплом в области естественной истории в Копенгагенском университете под руководством профессора Йоханнеса Эугениуса Варминга. Карл Фредерик Альберт был преподавателем в школе в Копенгагене, а с 1920 по 1933 год он был куратором Ботанического музея Ботанического сада Копенгагена. Кристенсен внёс значительный вклад в ботанику, описав множество видов растений.
Карл Фредерик Альберт Кристенсен умер в Копенгагене 24 ноября 1942 года.  

## Научная деятельность
Карл Фредерик Альберт Кристенсен специализировался на папоротниковидных и на семенных растениях.

## Некоторые публикации
- Christensen, Carl (1905—1906) Index Filicum. 744 s. Index Filicum Supplementum I–III (1913–17). Begge dele blev genoptryk 1973 af Koeltz Antiquariat.
- Christensen, Carl (1918) Naturforskeren Pehr Forsskål, hans rejse til Ægypten og Arabien 1761–63 og hans botaniske arbejder og samlinger med 40 hidtil utrykte breve og dokumenter og et portræt. 172 s.
- Christensen, Carl (1924—1926) Den danske botaniks historie med tilhørende Bibliografi. København, H. Hagerups Forlag. Tre bind. 680 s.